# Lacaena
Lacaena – rodzaj roślin z rodziny storczykowatych (Orchidaceae). Obejmuje dwa gatunki. Rośliny te występują w Ameryce Środkowej i Ameryce Południowej w takich krajach jak: Belize, Kolumbia, Kostaryka, Salwador, Gwatemala, Honduras, Meksyk, Nikaragua, Panama.

## Systematyka
Rodzaj sklasyfikowany do podplemienia Stanhopeinae w plemieniu Cymbidieae, podrodzina epidendronowe (Epidendroideae), rodzina storczykowate (Orchidaceae), rząd szparagowce (Asparagales) w obrębie roślin jednoliściennych.
Wykaz gatunków
- Lacaena bicolor Lindl.
- Lacaena spectabilis (Klotzsch) Rchb.f.